# Corrhenes elongata
Corrhenes elongata là một loài bọ cánh cứng trong họ Cerambycidae.